# Maison des jeunes et de la culture
Pour les articles homonymes, voir Maison des jeunes (homonymie).
Ne doit pas être confondu avec Maison de la Culture.

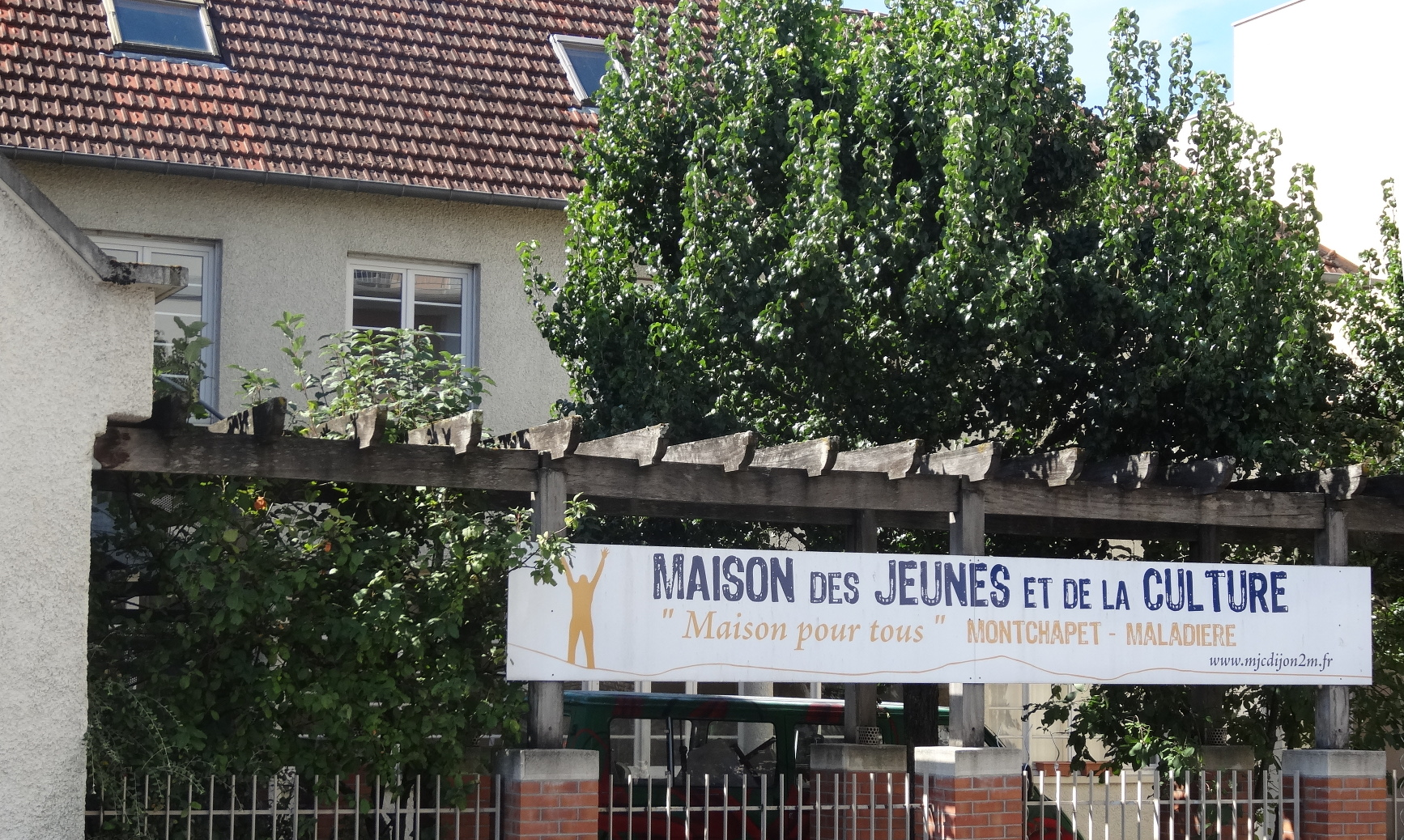
Façade de la MJC Montchapet à Dijon.

Les maisons des jeunes et de la culture, appellation généralement abrégée en MJC, sont des structures associatives. Elles ont pour objectif la responsabilisation et l'autonomie des jeunes citoyens. Elles ont la capacité à les mettre en mouvement et à développer des initiatives nouvelles et innovantes. Elles veulent lier jeunesse et culture dans une perspective d'éducation populaire. Ce sont des lieux de rencontres et de création pour de très nombreux jeunes issus de publics variés qui permettent de se former, d'échanger et de créer.

## Organisation et importance

### Objectifs
Les maisons des jeunes et de la culture (MJC) sont des associations d’éducation populaire qui se fixent pour objectif l’émancipation individuelle et collective des personnes.
Si elles ciblent particulièrement les jeunes, les maisons des jeunes et de la culture sont ouvertes à tous. Selon la fédération régionale des MJC d'Ile-de-France, « Elles visent à développer la personnalité de chacun dans la convivialité, en développant l’ouverture au collectif, au monde, aux idées et au sensible, afin de devenir citoyen actif et responsable d’une communauté vivante ».
Comme classiquement dans les associations, le projet associatif d'une MJC est défini par le conseil d’administration et concrétisé par une équipe salariée et des bénévoles. Le projet précise les objectifs que se fixe l’association pour l’animation de son territoire et s'appuie sur les valeurs de l’éducation populaire.

### Structures fédératives
Jusqu'en 2020, il existait deux fédérations nationales qui regroupaient chacune une partie des MJC de France :
- la Confédération des maisons des jeunes et de la culture (CMJCF)[2] est constituée de 900 associations regroupées en fédérations régionales ;
- la Fédération française des maisons des jeunes et de la culture (FFMJC)[3] regroupe 560 MJC. Cette dernière a été mise en liquidation judiciaire le 7 janvier 2021.

50 % d’entre elles, environ, sont situées en milieu rural, l'autre moitié étant situées en zone urbaine ou périurbaine.
La Fédération française des MJC était structurée au niveau local en 6 fédérations régionales, 9 fédérations ou unions départementales et 9 fédérations ou unions locales. Une nouvelle association, AIR-MJC (pour Association inter-régionale des MJC), est créée début 2021. La convergence avec le réseau confédéral est l'un de ses objectifs de travail.
Le 30 avril 2022, à Nancy, la CMJCF en accord avec AIR MJC modifie ses statuts pour acter la création d'une seule tête de réseau nationale, MJC de France. Cette décision s'accompagne de la signature d'une nouvelle déclaration de principes.
MJC de France est structurée en 16 fédérations régionales ou sous-régionales et regroupe 1 000 associations locales, environ 43000 bénévoles et 400 000 adhérents.

### Lien aux collectivités territoriales

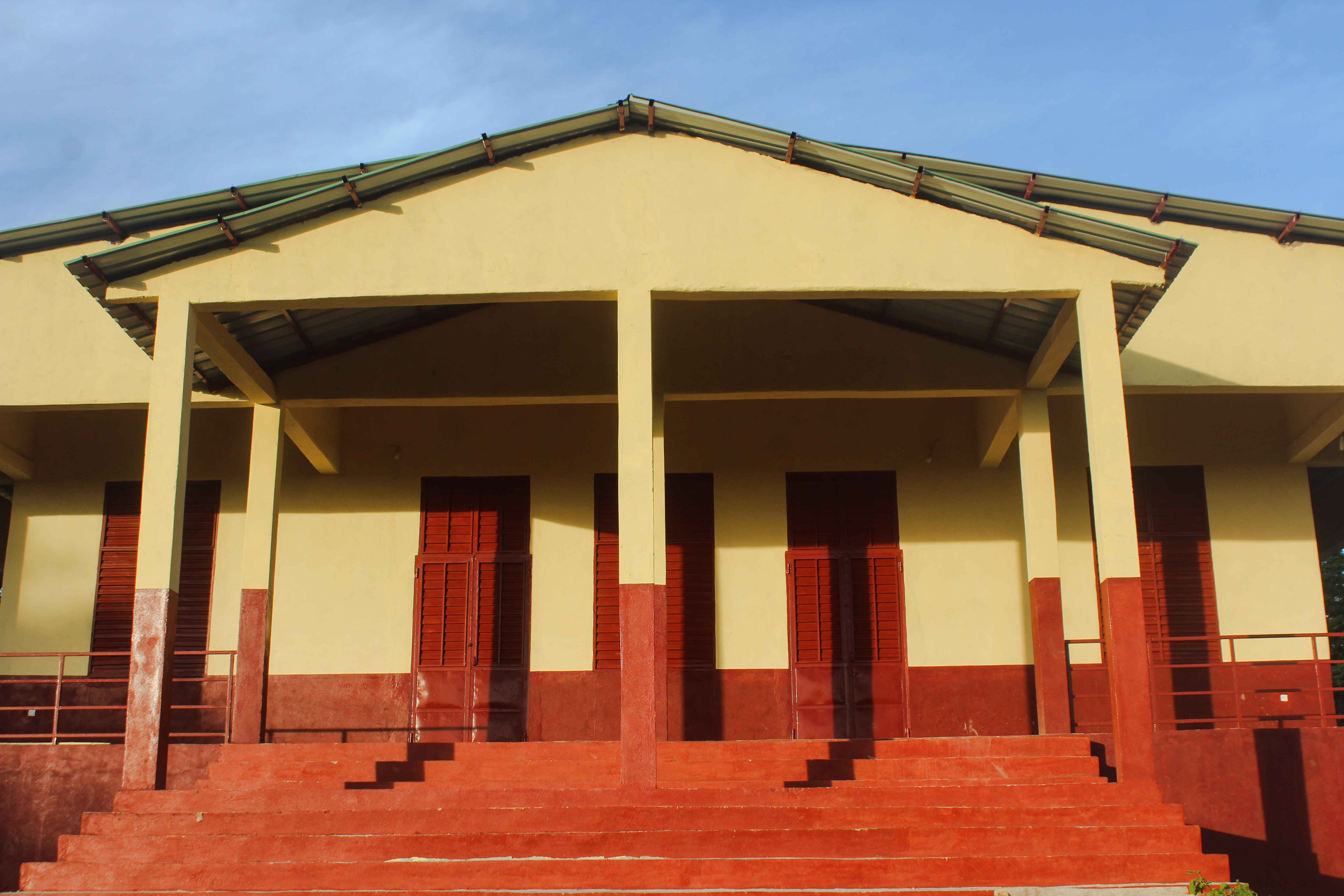
Maison des jeunes à Téliré (Guinée).

Ces structures associatives, souvent liées par des conventions pluriannuelles d'objectifs et de moyens aux collectivités territoriales, existent en France métropolitaine, dans les DOM et dans certains pays francophones. Elles sont, en France, rattachées au ministère des Sports, de la Jeunesse et de la Vie associative.

## Historique
Le terme « maison de la jeunesse » (latin : domus juventutis) est utilisé dès le Ve siècle, comme à Condat, où l'Église entretenait l'enseignement des sciences, des lettres et des arts.
Dès le début du XXe siècle, Catherine Descroix puis André Lefèvre et Marthe Levasseur (responsables Éclaireurs de France comme Léo Lagrange) créent la Maison pour tous dite « La Mouffe » à Paris qui est considérée comme la première MJC.
Christian Maurel découpe l'histoire des MJC en quatre périodes :
- le temps des fondations des MJC : 1907-1947 et 1948-1958
- l’essor, la maturation, le développement : 1959-1983
- la transformation des rapports aux collectivités : 1984-2008
- les MJC dans l’avenir à partir de 2008

En France, la FFMJC (Fédération française des maisons des jeunes et de la culture) est créée en 1948 à l'initiative d'André Philip, député du Rhône à Lyon, à la suite de la République des jeunes, mouvement issu de la Résistance de 1944. La République des jeunes s'appuyait elle-même sur les premières structures créées par le gouvernement de Vichy pendant la guerre, qui avait lui-même repris les idées de Léo Lagrange durant le Front populaire.

« Nous voudrions qu'après quelques années une maison d’école au moins dans chaque ville ou village soit devenue une maison de la culture, une maison de la jeune France, un foyer de la nation, de quelque nom qu'on désire la nommer, où les hommes ne cesseront plus d’aller, sûrs d’y trouver un cinéma, des spectacles, une bibliothèque, des journaux, des revues, des livres, de la joie et de la lumière. »

### La critique des années 1960
La Fédération française des maisons des jeunes et de la culture subit une critique importante à la fin des années 1960, car le gouvernement de Georges Pompidou la soupçonne d'être trop proche des partis de gauche. Le ministre de la Jeunesse et des Sports nommé en décembre 1965, juste après la mise en ballottage de De Gaulle à la présidentielle, François Missoffe, premier titulaire de cette fonction dans l'histoire, est chargé de trouver de nouvelles façons de s'adresser à la jeunesse. Dans ce but, il annonce en mai 1966, via une campagne médiatique développée en mai-juin 1966 et très controversée, puis lance une grande consultation officielle de la jeunesse, connue sous le nom de « Livre blanc » ou « rapport Missoffe ».
L’opposition souhaite mobiliser les organisations de jeunesse et d’éducation populaire en faveur d'un contre-projet, dans le sillage de Pierre Mauroy, qui a participé à une forme de cogestion lorsque Maurice Herzog était secrétaire d'État. De leur côté, les députés de la majorité s'inquiètent de la politisation croissante des jeunes, via la clientèle militante des maisons des jeunes et de la culture (MJC). Cette problématique ayant pris de l'ampleur à l’automne 1967, ces députés réclament, après les élections législatives où la gauche a progressé, une action plus ferme du ministre.
François Missoffe lance alors l'opération Mille clubs de jeunes,, sans s'imaginer l'usage militant qui en sera rapidement fait.
La période d'élaboration du Livre blanc sur la jeunesse s'étend sur deux ans (1966-1967). Dès le printemps 1966, après quelques mois de préparation, François Missoffe annonce une vaste enquête-débat sur la jeunesse,.
Le coup d’envoi est donné lors d’Inter Actualité du 13 mai 1966, animé par Étienne Mougeotte, qui devient un « grand débat » radiophonique où le ministre « dialogue » avec plus de 50 jeunes triés sur le volet, sous le contrôle de Roland Dhordain, patron de France Inter (qui l'accompagne juste après pour le fameux Tour de France Inter réalisé en direct par l'ORTF). Entre 3 heures du matin et 22 heures, François Missoffe survole la France en avion et en hélicoptère, afin rencontrer des jeunes, filmé par les caméras, de Paris à Saint-Germain-en-Laye en passant par Brest, Bompannes (Landes), Talence (Gironde), Aix-en-Provence, Saint-Rémy-de-Provence et Dijon. La direction de la radio salue alors « un style tout à fait nouveau de voyages ministériels ».
Le résultat des consultations est détaillé lors d'une conférence de novembre 1967, intitulée « Une politique de la jeunesse pour quoi faire ? », qui est pointée du doigt lors du conseil des ministres du 6 décembre où François Missoffe est « mis en demeure de proposer des actions concrètes ».
Début janvier 1968, une note des renseignements généraux montrant des liens entre le parti communiste et la Fédération des MJC, conduit Georges Pompidou à demander à François Missoffe d'accélérer le projet de substitution des clubs de jeunes aux maisons des jeunes et de la culture, qui n'aura qu'une ampleur relative.

### Autres structures
Il existe d'autres structures d'animation de la jeunesse telles que le Refedd, le Warn, le mouvement français Zéro déchet, Youth ID